# Comme un aimant
 (janvier 2025).
Si vous disposez d'ouvrages ou d'articles de référence ou si vous connaissez des sites web de qualité traitant du thème abordé ici, merci de compléter l'article en donnant les références utiles à sa vérifiabilité et en les liant à la section « Notes et références ».
Pour plus de détails, voir Fiche technique et Distribution.
Comme un aimant est un film français réalisé par Kamel Saleh et Akhenaton sorti le 31 mai 2000.

## Synopsis
Basé sur la chanson L'Aimant du groupe IAM, Comme un aimant raconte la vie de jeunes dans le quartier du Panier à Marseille.
Attirés « comme par un aimant » par les bancs du quartier, ils ne font rien de leur vie, et cherchent à changer cet état de fait.

## Fiche technique
- Réalisation et scénario : Akhenaton et Kamel Saleh
- Musique : Akhenaton, Bruno Coulais
- Directeur artistique : Hassen Saleh
- Montage : Fabrice Salinié
- Producteur : Richard Grandpierre
- Langue : français
- Dates de sortie :
  -  France : 31 mai 2000
  -  Belgique : 16 août 2000

## Distribution
- Kamel Saleh : Cahouette
- Akhenaton : Sauveur
- Houari Djerir : Houari
- Brahim Aimad : Bra-Bra
- Sofiane Madjid Mammeri : Christian
- Kamel Ferrat : Fouad
- Titoff : Santino
- Malek Brahimi : Kakou
- Georges Neri : Mafieux
- Khalil Mohamed : Kader
- Virginie Gallo : Nathalie
- Nadège Mignien : Béatrice
- Bérangère Topart : Sylvie
- Ahamed Abdou : Jackson
- Samir Mohamed : Petit garçon

## Bande originale du film
La bande originale est signée Bruno Coulais et Akhenaton, avec la participation de Millie Jackson, Isaac Hayes, Cunnie Williams et d'autres grands noms de la soul ou de jeunes artistes, qu'ils soient traditionnels ou rappeurs. La rencontre entre Akhenaton et Bruno Coulais s'est faite lors de la préparation de l'album Où je vis de Shurik'n, album dans lequel ce dernier sample une musique de Bruno Coulais pour le morceau Samuraï. 
Pour Le Temps, le bande originale de Comme un aimant, qui assure « un dépaysement garanti », est « du grand art ».
1. Prisoners of love - Millie Jackson feat. Shurik'n
2. Life goes on - Cunnie Williams
3. La pluie d'un désert - Psy4 De La Rime
4. Is it really home ? - Isaac Hayes
5. La qibla - K-Rhyme Le Roi
6. Prime example - Talib Kweli
7. Sugar - Gerald Alston
8. Comme un aimant - Chiens de paille
9. You promised me - The Dells
10. Life - Marlena Shaw feat. Tony & Paco
11. Dir yassin - Millie Jackson
12. Ammore Annascunnuto - Mario Castiglia
13. What's your answer - Marlena Shaw
14. S - Bruizza
15. Ultima Forsan - Coloquinte
16. Affrescu - A Filetta
17. J'voulais dire - Akhenaton
18. One day my soul opened up - Millie Jackson
19. Sta Voglia E'te - Mario Castiglia
20. Riding in my car - Dennis Edwards
21. Belsunce Breakdown - Bouga